# Canadian Broadcasting Corporation
CBC/Radio Canada, também conhecida pelos nomes Canadian Broadcasting Corporation (em inglês, Corporação Canadense de Radiodifusão) e Societé Radio-Canada (em francês, Sociedade Rádio-Canadá) é a corporação gestora das emissoras de rádio e televisão públicas do Canadá.
A CBC foi fundada em 2 de novembro de 1936, sendo a mais antiga rede de radiodifusão do Canadá. A CBC opera quatro redes de rádio que atendem todas as comunidades linguísticas do Canadá: CBC Radio One e a CBC Music, ambas em língua inglesa, e a Ici Radio-Canada Première e Ici Musique, em língua francesa, além da Radio Canadá Internacional (RCI), que historicamente transmitiu em ondas curtas, mas desde 2012 passou a disponibilizar seu conteúdo exclusivamente de forma digital em podcasts. Além dessas redes de rádio, a CBC também opera duas redes de televisão: CBC Television e Ici Radio-Canada Télé (em inglês e francês), além dos canais por cabo e satélite CBC News Network, Ici RDI, Ici Explora, Documentary Channel e Ici ARTV, e vários canais de televisão e estações de rádio que atendem o norte do Canadá, que operam com as marcas CBC North e Radio-Canada Nord.
A CBC/Radio-Canada oferece programação em inglês, francês e oito idiomas aborígenes e em cinco idiomas estrangeiros em seu serviço de rádio internacional, a Radio Canadá Internacional. No entanto, cortes no orçamento no início da década de 2010 contribuíram para que a empresa reduzisse significativamente suas transmissões em sinal aberto, interrompendo as transmissões em ondas curtas da RCI, bem como dos canais de televisão em sinal aberto analógico nas regiões atendidas por retransmissoras próprias, incluindo em regiões que ainda não recebiam o sinal digital de televisão aberta. A CBC unifica o país com o aumento da educação e também prioriza a produção de conteúdo canadense.
Embora o modelo de radiodifusão pública seja baseado no da BBC britânica, a CBC/Radio-Canada é financiada por meio de contribuições federais do Estado e da venda de espaços publicitários.[carece de fontes?]